# 学園台 (宮代町)
学園台（がくえんだい）は、埼玉県南埼玉郡宮代町の町名。現行行政地名は学園台一丁目から四丁目、住居表示実施地区。郵便番号は345-0826。

## 地理
埼玉県の東部地域で宮代町の中央部に位置する。名前の通り日本工業大学埼玉キャンパスの門前の地区である。大字須賀、字百間、本田、大字東粂原と隣接している。地区の北部を県道の春日部久喜線が通っている。
地内は主に区画整理された住宅地となっている。学園台四丁目は全域が日本工業大学の敷地で占められている。

## 歴史
- 1982年（昭和57年）11月1日 - 住居表示が実施され、大字須賀、大字東粂原の各一部から学園台一丁目〜四丁目が成立[5]。
- 1988年（昭和63年） - 地内の日本工業大学内に工業技術博物館が設置される。

## 世帯数と人口
2024年（令和5年）4月時点での世帯数と人口は以下の通りである。学園台四丁目は全域が日本工業大学の敷地のため居住は極めて少ない。
| 丁目         | 世帯数  | 人口     |
| ------------ | ------- | -------- |
| 学園台一丁目 | 217世帯 | 453人    |
| 学園台二丁目 | 198世帯 | 462人    |
| 学園台三丁目 | 139世帯 | 286人    |
| 学園台四丁目 | 2世帯   | 2人      |
| 計           | 556世帯 | 1,203,人 |

## 小・中学校の学区
町立小・中学校に通う場合、学区は以下の通りとなる。学園台四丁目は学区が設定されていない。
| 丁目         | 番地 | 小学校             | 中学校             |
| ------------ | ---- | ------------------ | ------------------ |
| 学園台一丁目 | 全域 | 宮代町立笠原小学校 | 宮代町立百間中学校 |
| 学園台二丁目 | 全域 | 宮代町立笠原小学校 | 宮代町立百間中学校 |
| 学園台三丁目 | 全域 | 宮代町立笠原小学校 | 宮代町立百間中学校 |

## 交通
地内に鉄道は敷設されていない。最寄り駅は東武伊勢崎線（東武スカイツリーライン）東武動物公園駅である。

### 道路
- 埼玉県道85号春日部久喜線

## 施設
- 日本工業大学 - 1967年（昭和41年）開学
  - 工業技術博物館
- 日本工業大学 学友会館
- 身代神社 - 宮代町の地名の由来となった神社のひとつ
  - 須賀島集会所
  - 身代親水公園
- 学園台運動公園
  - 宮代学園台集会所
- 学園台身代児童公園[7]
- 学園台ゆりのき公園
- 学園台宮前幼児公園
- 学園台ゆきやなぎ公園
- 学園台けやき公園
- 学園台あおぎり公園
- 学園台遊水池